# Tommotiano
Il Tommotiano è un'età del periodo Cambriano, iniziata più di 530 milioni di anni fa e durata solo tre milioni di anni. Il suo nome deriva da quello del villaggio di Tommot sul fiume di Aldan.

## Paleogeografia
Il clima durante l'età tommotiana era mite, e non vi erano glaciazioni. Gran parte del Nordamerica era posizionato in latitudini tropicali e temperate, che permettevano la crescita di imponenti colonie di archeociatidi in acque basse. La Siberia, anch'essa dotata di colonie di questi animali, era un continente separato e si trovava appena a est del Nordamerica. La regione baltica (l'odierna Scandinavia), l'est Europa e la Russia europea erano molto più a sud delle loro posizioni attuali. Gran parte dei restanti continenti erano uniti insieme in un supercontinente noto come proto-Gondwana. L'attuale Cina e l'Estremo Oriente erano allora frammentati, così come l'Europa occidentale.

## Fauna
Il Tommotiano vide l'ascesa di metazoi diversificati dotati di scheletro, la cosiddetta piccola fauna dura. Comuni erano anche gli archeociatidi, molluschi primitivi, brachiopodi inarticolati e altri organismi poco noti (ad es. Lapworthella).
Gli archeociatidi, simili a spugne, possedevano uno scheletro calcareo che consisteva di due pareti (interna ed esterna). La piccola fauna dura era costituita da vari fossili calcarei, alcuni davvero minuscoli, rappresentanti una moltitudine di organismi: spugne, molluschi, anellidi, lobopodi e altre forme che non sembrano appartenere ad alcun phylum conosciuto. Molti di questi organismi appartenevano a gruppi estintisi prima della fine del Cambriano. Tra questi, da ricordare gli anabaritidi, i tommotiidi e gli iolitellidi. Questa età è nota per aver avuto la prima grande radiazione di animali. L'origine di molti tipi di scheletro durante questo periodo fu un grande sviluppo evolutivo; la rapida evoluzione di una così grande varietà di scheletri esterni fu probabilmente dovuta all'evoluzione di predatori avanzati.